# 52e régiment de marche
Pour les articles homonymes, voir 52e régiment.
Le 52e régiment d'infanterie de marche (ou 52e régiment de marche) est un régiment d'infanterie français, qui a participé à la guerre franco-allemande de 1870.

## Création et différentes dénominations
- 8 novembre 1870 : formation du 52e régiment d'infanterie de marche
- fin mars 1871 : fusion dans le 52e régiment d'infanterie de ligne

## Historique
Le régiment est formé le 6 novembre 1870 à La Rochelle, à trois bataillons de six compagnies.
Le 52e de marche est affecté à la 1re brigade de la 2e division du 18e corps d'armée,. Il appartient à la 1re armée de la Loire, qui devient armée de l'Est en janvier 1871.
Le régiment est interné en Suisse le 1er février 1871,.
Il fusionne fin mars 1871 dans le 52e régiment d'infanterie de ligne.